# Castilleja macrostigma
Castilleja macrostigma là loài thực vật có hoa thuộc họ Cỏ chổi. Loài này được S.Watson mô tả khoa học đầu tiên năm 1891.